# Curuglemo
Curuglemo is een bestuurslaag in het regentschap Pandeglang van de provincie Banten, Indonesië. Curuglemo telt 2319 inwoners (volkstelling 2010).